# アンラッキーガール!
『アンラッキーガール!』は、読売テレビ制作・日本テレビ系プラチナイトの「モクドラF」枠で2021年10月7日から12月9日まで放送されていたテレビドラマ。主演は福原遥。
「世界一不運」な3人の女性たちが、次々とトラブルに巻き込まれながらも、幸せを掴もうと奮闘する様を描くコメディー作品。
キャッチコピーは、「今日も不運。明日も大凶。」。

## あらすじ
くじ売り場で働く福良幸はあらゆる事象に運がない。
ある日、幸が出勤前に喫茶店「蓮」に入ると、朝倉香と綾波樹の2人が来ていたが、この2人も不運に見舞われてばかりいた。その日、幸が働くくじ売り場でボヤ騒ぎが発生したことで知り合いとなる3人。3人は趣味で占いをしているという弁護士の指宿恵徳に占ってもらうも案の定結果は散々。
それからも24時間365日、日時を問わず次々と3人を襲う不運や災難。そして3人を更に翻弄していく指宿。そんな中で訪れる小さな幸運。果たして“最凶”の女達は“最強”のタッグで幸運を掴み取ることができるのか…。

## 登場人物

### 主要人物
福良幸（ふくら さち）〈25〉
演 - 福原遥
1996年1月1日生まれ / 亥年 / 五黄土星 / A型
くじ売り場のスタッフ。金運を筆頭にあらゆる運がゼロ。自分の人生を半ば諦めている。
朝倉香（あさくら かおり）〈31〉
演 - 若月佑美
1990年1月1日生まれ / 巳年 / 二黒土星 / B型
フリーランスのヘアメイク。男運、対人運ゼロの女性。自己肯定感が低く寂しがり屋。
綾波樹（あやなみ いつき）〈35〉
演 - 高梨臨
1986年1月1日生まれ / 丑年 / 六白金星 / AB型
無職の女性。仕事運ゼロで再就職試験に連続で落ち続けている。しっかり者でプライドは高いが、本当は臆病な性格。

### 喫茶「蓮」
指宿恵徳（いぶすき けいとく）〈55〉
演 - 生瀬勝久
1966年6月16日生まれ / 丙午 / 七赤金星 / A型
常連客。弁護士と占い師の顔を持つ謎の男。「世界一不運な女性たち」の人生を趣味の占いで指南する。
藤良男（ふじ よしお）〈25〉
演 - 岐洲匠
1996年7月5日生まれ / 子年 / 四緑木星 / O型
アルバイト店員。

### 福良家
福良重流（ふくら しげる）〈51〉
演 - 丸山智己
幸の父親。樹の元彼でもある。
福良涼子（ふくら りょうこ）
演 - 中島ひろ子
幸の母親。
福良亮介（ふくら りょうすけ）〈故人〉
演 / 語り - バカリズム（演：第6話・最終話）
幸の兄。35歳没。

### その他
桜田卓海（さくらだ たくみ）〈20〉
演 - 板垣瑞生
2000年9月15日生まれ / 辰年 / 九紫火星 / B型
香と同棲中の彼氏。バイトをクビになり現在無職。
三田亜子（みた あこ）〈21〉
演 - 新井舞良
2000年10月6日生まれ / 辰年 / 九紫火星 / O型
くじ売り場スタッフ。幸の同僚。
二石紗菜（ふたいし さな）〈25〉
演 - 長井短（第1話・第4話・第9話）
1995年12月31日生まれ / 亥年 / 五黄土星 / AB型
幸運の連続の人生を送る「ラッキーガール」。

### ゲスト
第1話
- 吉田 - 七瀬公（第2話）
- 木戸 - 芳村宗治郎（第8話）
- 刑事 - 飯野智司（第2話・第8話）

第2話
- 駿河俊介 - 伊藤あさひ
- 武藤 - うえきやサトシ （第4話・第8話）
- 水谷 - 草野大成 （第4話・第8話）
- 瞳 - 青島心

第3話
- 廣井春人 - 八十田勇一

第4話
- 野中美希 - 峯岸みなみ
- 野中美希のイベントスタッフ - 加賀成一
- 野中美希のイベントスタッフ - 栗原航大
- 八百屋 - 浜田道彦

第5話
- 城井大介（叱る経営コンサルタント） - 松尾諭
- ヨウヘイ - 猪野広樹
- カップルYouTuber - ねむねむぼーい
- 担当者 - 吉田悟郎

第6話
- 志皇秀忠（幸の元婚約者） - 橋本良亮 (A.B.C-Z)
- 小野塚部長 - 伊藤修子

第7話
- 木村乃理花（指宿恵徳の娘）- 昆夏美
- 八雲空海（結婚したいと考えている乃理花の恋人）- 中山優馬

第8話
- 宮下達朗 - 栁俊太郎

## スタッフ
- 構成 - 伊達さん（大人のカフェ）
- 脚本 - 伊達さん、モラル
- 脚本協力 - 竹村武司
- 語り - バカリズム
- 監督 - スミス、吉田卓功、青木達也
- 音楽 - 眞鍋昭大、宗形勇輝
- メインテーマ曲 - 青木カレン
- 主題歌 - 福原遥「Lucky Day feat. OKAMOTO'S」（ソニー・ミュージックレーベルズ）[5]
- 音楽プロデューサー - 谷口広紀
- 占い監修 - 琉球風水志 シウマ
- アクションコーディネーター - 西村智恵（剣武会）
- チーフプロデューサー - 沼田賢治
- プロデューサー - 中山喬詞、櫻井雄一（ソケット）
- 企画・制作協力 - ソケット
- 製作著作 - 読売テレビ

## 放送日程
| 話数   | 放送日   | サブタイトル                             | EPG欄                                   | ラテ欄                                                         | 脚本     | 演出     | 備考     |
| ------ | -------- | ---------------------------------------- | --------------------------------------- | -------------------------------------------------------------- | -------- | -------- | -------- |
| 第1話  | 10月07日 | 確率10,000,000分の1!世界一不運な鉢合わせ | 世界一不運な遭遇                        | 確率1000万分の1 世界一不運な鉢合わせ                           | 伊達さん | スミス   |          |
| 第2話  | 10月14日 | 史上最悪の合コン…父参戦                  | 史上最悪の合コン                        | 福原遥バカリズム語り 史上最悪の合コン開宴 ケーキまみれで大暴れ | 伊達さん | スミス   | [ 注 2 ] |
| 第3話  | 10月21日 | 史上最悪の採用面接                       | 史上最悪の採用面接!知られざる秘密の過去 | 福原遥バカリズム語り 史上最悪の採用面接! 不運の泥塗れ階段落ち  | 伊達さん | 吉田卓功 |          |
| 第4話  | 10月28日 | 幸運×不運=? ラッキーガール登場!          | 史上最悪のライブイベント!運命の実験開始 | 史上最悪の不運ライブ 女のバトル勃発で波乱                      | 伊達さん | スミス   |          |
| 第5話  | 11月05日 | 不運×不運=? 大凶日へのカウントダウン     | 史上最悪の人助けで大波乱!不運のドン底に | 史上最悪の人助け!! 大凶日カウントダウン 福原遥バカリズム語り   | モラル   | 吉田卓功 | [ 注 3 ] |
| 第6話  | 11月11日 | 三年前のプロポーズと悪夢                 | 元婚約者と運命の再会…史上最悪の幸せ!?   | 元婚約者と運命の再会 バカリズムも登場!!                        | 伊達さん | スミス   |          |
| 第7話  | 11月18日 | 史上最悪のプロポーズ…君といつまでも      | 史上最悪のプロポーズ!占いが引き裂く結婚 | 史上最悪のプロポーズ                                           | モラル   | 青木達也 |          |
| 第8話  | 11月25日 | 運のブラックホールへ                     | 迫りくる大凶日!不運の連続で緊急逮捕!?   | 誤認逮捕?真犯人捜し 大凶日目前で不運連発                       | 伊達さん | 青木達也 | [ 注 4 ] |
| 第9話  | 12月02日 | 大凶日直前…疑心暗鬼の1週間               | 最終章!大凶日目前…怒涛の不運が襲来!!    | 最終章!究極の厄災! 壊れた絆&誘拐事件?                          | 伊達さん | スミス   |          |
| 最終話 | 12月09日 | 決戦は大凶日                             | ついに3人を襲う大凶日が!驚愕の結末…     | 大凶日が襲う最終回! 超不運の先に幸せは?                        | 伊達さん | スミス   |          |

## スピンオフドラマ
『開運! アンラッキーガール!』（かいうん! あんらっきーがーる!）のタイトルで、動画配信サービスの『Hulu』にて、本編放送終了後に配信。全4話。

### キャスト（スピンオフドラマ）
- 福良幸 - 福原遥
- 朝倉香 - 若月佑美
- 桜田卓海 - 板垣瑞生
- 藤良男 - 岐洲匠
- 綾波樹 - 高梨臨
- 琉球風水志 シウマ - 本人[注 5]

### 配信日程（スピンオフドラマ）
| 話数                | 配信日   | サブタイトル                                                   |
| ------------------- | -------- | -------------------------------------------------------------- |
| 第7.5話             | 11月19日 | シウマのデリバリー占い〜恋愛運篇〜                             |
| 第8.5話             | 11月26日 | シウマのデリバリー占い〜仕事運篇〜                             |
| 第9.5話             | 12月03日 | シウマのデリバリー占い〜開運篇〜                               |
| 第10.5話 （最終話） | 12月10日 | シウマのデリバリー占い 〜アンラッキーガール!にまつわる占い篇〜 |